# 莊拿斯·羅素
莊拿斯·羅素（丹麥語：Jonas Lössl；1989年2月1日—），是一名丹麥职业足球運動员，司職守门员，現效力於丹麥足球超級聯賽俱乐部中日德兰。

## 職業數據
以下是約拿斯·羅素的職業數據︰
| 賽季    | 球會     | 上陣 | 入球 | 聯賽         |
| ------- | -------- | ---- | ---- | ------------ |
| 2009/10 | 米迪蘭特 | 012  | 0    | 丹麥超級聯賽 |
| 2010/11 | 米迪蘭特 | 030  | 0    | 丹麥超級聯賽 |
| 2011/12 | 米迪蘭特 | 025  | 0    | 丹麥超級聯賽 |
| 2012/13 | 米迪蘭特 | 027  | 0    | 丹麥超級聯賽 |
| 2013/14 | 米迪蘭特 | 033  | 0    | 丹麥超級聯賽 |
| 2014/15 | 甘岡     | 030  | 0    | 法國甲組聯賽 |
| 总共    | 总共     | 157  | 0    |              |

## 國家隊生涯
2009年，羅素為丹麥U20上陣105次。

## 榮譽
個人
- 2010年丹麥最佳年青球員(21歲以下) [3]*2014年他協助球隊取得世盃冠軍